# Gordon Gould
Gordon Gould (ur. 17 lipca 1920 w Nowym Jorku, zm. 16 września 2005) – amerykański fizyk, jeden z wynalazców lasera, twórca nazwy „LASER”. Gould stał się słynny za sprawą swojej trzydziestopięcioletniej walki o uzyskanie patentu na laser i jego elementy konstrukcyjne. Przeprowadził wieloletnią, lecz skuteczną, walkę z urzędem patentowym i producentami laserów, aby w końcu uzyskać tantiemy z praw patentowych.

## Życiorys

### Młodość i edukacja
Urodzony w Nowym Jorku, jako najstarszy z trzech synów. Oboje rodzice byli metodystami, aktywnie działającymi w lokalnym kościele, jednak sam Gould był zdeklarowanym ateistą. Kształcił się w Union College, gdzie otrzymał tytuł inżyniera z fizyki, i Uniwersytecie Yale, gdzie uzyskał tytuł magistra w dziedzinie optyki i spektroskopii. W latach 1943–1945 pracował w projekcie Manhattan z którego został usunięty na skutek przynależności do partii komunistycznej. W roku 1949 przeniósł się na Uniwersytet Columbia, gdzie podjął pracę nad doktoratem z zakresu optyki i spektroskopii mikrofalowej. Opiekunem pracy doktorskiej Goulda był Polykarp Kusch, laureat Nagrody Nobla. Kusch zainteresował Goulda nową techniką pompowania optycznego. W roku 1956 Gould zaproponował wykorzystanie pompowania optycznego do wzbudzania masera i dyskutował o tym pomyśle z innym laureatem nagrody Nobla, Charlesem Townesem, który w tym czasie był profesorem na Uniwersytecie Collumbia. Townes doradzał Gouldowi jak uzyskać patent na swój wynalazek.

### Wynalezienie lasera
W roku 1957, Townes i wielu innych naukowców zastanawiało się czy można zbudować przyrząd wzmacniający światło podobnie jak MASER wzmacniał mikrofale. W listopadzie tego roku Gould zorientował się, że można do tego wykorzystać rezonator optyczny zbudowany z dwóch zwierciadeł, przypominający interferometr Fabry’ego-Perota. Dzięki temu oryginalnemu pomysłowi, można było uzyskać wąską wiązkę koherentnego i intensywnego światła. Ponieważ boczne ścianki takiego rezonatora nie musiały być odbijające, ośrodek wzmacniający mógł być łatwo pompowany optycznie w celu uzyskania odpowiedniej inwersji obsadzeń. Gould rozważał również możliwość pompowania poprzez kolizje na poziomie atomowym, oraz przewidział wiele potencjalnych zastosowań swojego urządzenia.
Gould spisał swoje rozważania i proponowane konstrukcje w laboratoryjnym notesie pracy pod tytułem „Some rough calculations on the feasibility of a LASER: Light Amplification by Stimulated Emission of Radiation” - jest to pierwsze odnotowane zastosowanie skrótu LASER. Opis w notatniku Goulda był pierwszym opisem, jak można wykonać realny laser. Zdając sobie sprawę, jak ważną rzecz stworzył, Gould udał się do najbliższego notariusza i notarialnie potwierdził swoje notatki. Arthur Schawlow i Charles Townes niezależnie odkryli ważność etalonu Fabry’ego-Perota i – mniej więcej trzy miesiące później – nazwali swoje urządzenie „optycznym maserem”. Nazwa Goulda po raz pierwszy pojawiła się publicznie przy okazji prezentacji konferencyjnej w 1959 i przyjęła się mimo oporu ze strony Schawlowa i jego kolegów.

### Wojny o patent
W 1977 Gould uzyskał swój pierwszy patent związany z laserami. Nie otrzymywał jednak za niego opłat aż do 1988, kiedy to wygrał ostatni z procesów z firmami kwestionującymi jego patenty.